# Alleghe
Alleghe (IPA: /ˈalleɡe/; Àlie in ladino) è un comune italiano di 1 086 abitanti della provincia di Belluno in Veneto. Fa parte del comprensorio delle Dolomiti.
La legge 482/1999 ha riconosciuto i comuni dell'Agordino come zona a minoranza linguistica ladina.

## Geografia fisica

### Territorio
Caratteristica del paese è l'omonimo lago di Alleghe, formatosi nel 1771 lungo il Cordevole a seguito di una frana staccatasi dal monte Piz, che seppellì tre villaggi: Riete, Fusine e Marin. Il lago appena formato arrivava fino quasi al paese di Caprile. Poi, per effetto della sedimentazione dei detriti fluviali, si verificò un rapido innalzamento del fondovalle, che costrinse il lago a ritirarsi fino ad assumere la posizione attuale.

## Origini del nome
Per Dante Olivieri e Giovan Battista Pellegrini, il toponimo si ricollega ad alega, antico termine che, derivando a sua volta dal latino alĭca, significa spelta, un cereale di antica origine chiamato anche farro spelta (Triticum spelta). L'ipotesi pare confermata dalle denominazioni Alega e Al(e)ghèra, con le quali si indicano varie località prative del basso Agordino.

## Storia

### I misteri di Alleghe
Dal 1933 al 1946, a causa di una catena di cinque omicidi, avvenuti nei pressi del lago di Alleghe e all'interno di un importante albergo del paese, il paese diviene noto come un luogo di delitti e atrocità avvolte nell'omertà degli abitanti del posto. Tali delitti, che vennero riassunti sotto l'etichetta "I misteri di Alleghe", vennero raccontati nel 1962 da Giovanni Comisso, nel libro semi-autobiografico La donna del lago, e nel 1964 in un racconto di Sergio Saviane, anticipato da un suo articolo per Il Lavoro illustrato dell'aprile del 1952, dal titolo I misteri di Alleghe, racconto che fu causa di un processo per diffamazione e la reclusione del giornalista. Tuttavia, l'inchiesta condotta dal giornalista di Castelfranco Veneto determinò l'avvio di un'indagine condotta dall'allora maresciallo dei carabinieri Domenico Uda e dal vice brigadiere Ezio Cesca, che si concluse con l'arresto dei responsabili della catena di omicidi.
Questi delitti hanno ispirato anche la miniserie televisiva Buio nella valle di Giuseppe Fina del 1984 e il film La donna del lago di Luigi Bazzoni e Franco Rossellini del 1965, in cui i due registi sperimentarono un particolare uso del bianco e nero e adottarono la focalizzazione interna del protagonista (interpretato da Peter Baldwin) per raccontare la vicende narrate, dando alla luce forse il più riuscito esempio di film noir in Italia.

## Cultura
Il comune appartiene alla minoranza linguistica ladina. È attiva l'Union de i Ladign de Alie per valorizzare la cultura e la parlata ladina.

## Società

### Evoluzione demografica
Abitanti censiti

## Amministrazione
| Periodo        | Periodo        | Primo cittadino      | Partito                                                 | Carica  | Note  |
| -------------- | -------------- | -------------------- | ------------------------------------------------------- | ------- | ----- |
| 13 giugno 1999 | 13 giugno 2004 | Claudio Franceschini | lista civica Alleghe nel 2000 per continuare a crescere | Sindaco | [ 8 ] |
| 13 giugno 2004 | 7 giugno 2009  | Giuseppe Pezzè       | lista civica Alleghe 2004-2009 - Uniti per crescere     | Sindaco |       |
| 7 giugno 2009  | 26 maggio 2014 | Gloria Pianezze      | lista civica Alleghe cambia - Cambia Alleghe            | Sindaco |       |
| 26 maggio 2014 | 27 maggio 2019 | Siro De Biasio       | lista civica Per il bene di Alleghe                     | Sindaco |       |
| 27 maggio 2019 | 10 giugno 2024 | Danilo De Toni       | lista civica Alleghe domani                             | Sindaco |       |
| 10 giugno 2024 | in carica      | Danilo De Toni       | lista civica Alleghe civica 2029                        | Sindaco |       |

## Sport
Alleghe ospita una squadra di hockey su ghiaccio, l'Hockey Club Alleghe, che ha militato nel massimo campionato italiano. Nello stadio del ghiaccio Alvise De Toni vengono anche disputate le gare interne della squadra femminile dell'Hockey Agordo, oltre che gare nazionali di pattinaggio artistico su ghiaccio. Nel 1991 e nel 1995 l'Alleghe femminile vinse gli unici due scudetti della storia del paese.
Alleghe è stata numerose volte attraversata dal Giro d'Italia e nel 1975 è stata sede di arrivo della penultima tappa.
Tappe del Giro d'Italia con arrivo ad Alleghe
| Anno | Tappa | Partenza  | km  | Vincitore di tappa | Maglia rosa      |
| ---- | ----- | --------- | --- | ------------------ | ---------------- |
| 1975 | 20ª   | Pordenone | 179 | Roger De Vlaeminck | Fausto Bertoglio |

### Impianti di risalita
Nel 1982 è nato il Comprensorio Sciistico del Civetta, che dalla stagione 1993/94 fa parte del Dolomiti Superski. Dispone di 80 km di piste da sci (due delle quali arrivano direttamente ad Alleghe) con un totale di 25 impianti. Questi collegano fra di loro Alleghe, Selva di Cadore e Palafavera in Val di Zoldo. D'estate gli impianti di risalita facilitano l'accesso ai rifugi, che altrimenti sarebbero difficilmente raggiungibili.

### Rifugi
Partendo da Alleghe si possono raggiungere i rifugi del gruppo del Civetta (rifugio Coldai, rifugio Tissi). Da questi, tra cui passa l'Alta via n. 1, si può a sua volta arrivare in altri rifugi. Sul Civetta è situato il rifugio Torrani, mentre, continuando sul percorso dell'Alta via, si giunge al rifugio Vazzoler.

## Monumenti e luoghi di interesse
- Chiesa di San Biagio
- Chiesa di San Bartolomeo Apostolo a Caprile
- Civetta Parco Avventura
- Palaghiaccio di Alleghe Alvise De Toni
- Ally Farm impianti ludici in quota
- Malga Boi Vescovà
- Rifugio Tissi

## Galleria d'immagini

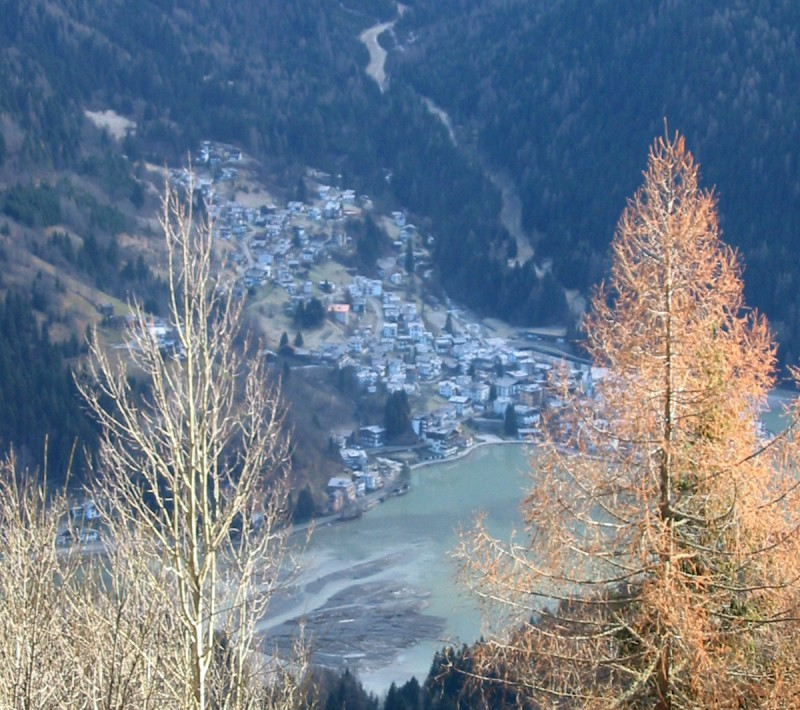
Alleghe e il suo lago
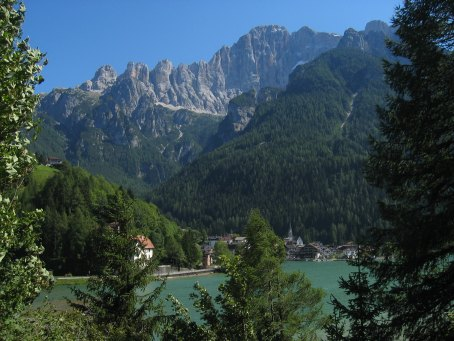
Alleghe, il suo lago e sullo sfondo il monte Civetta
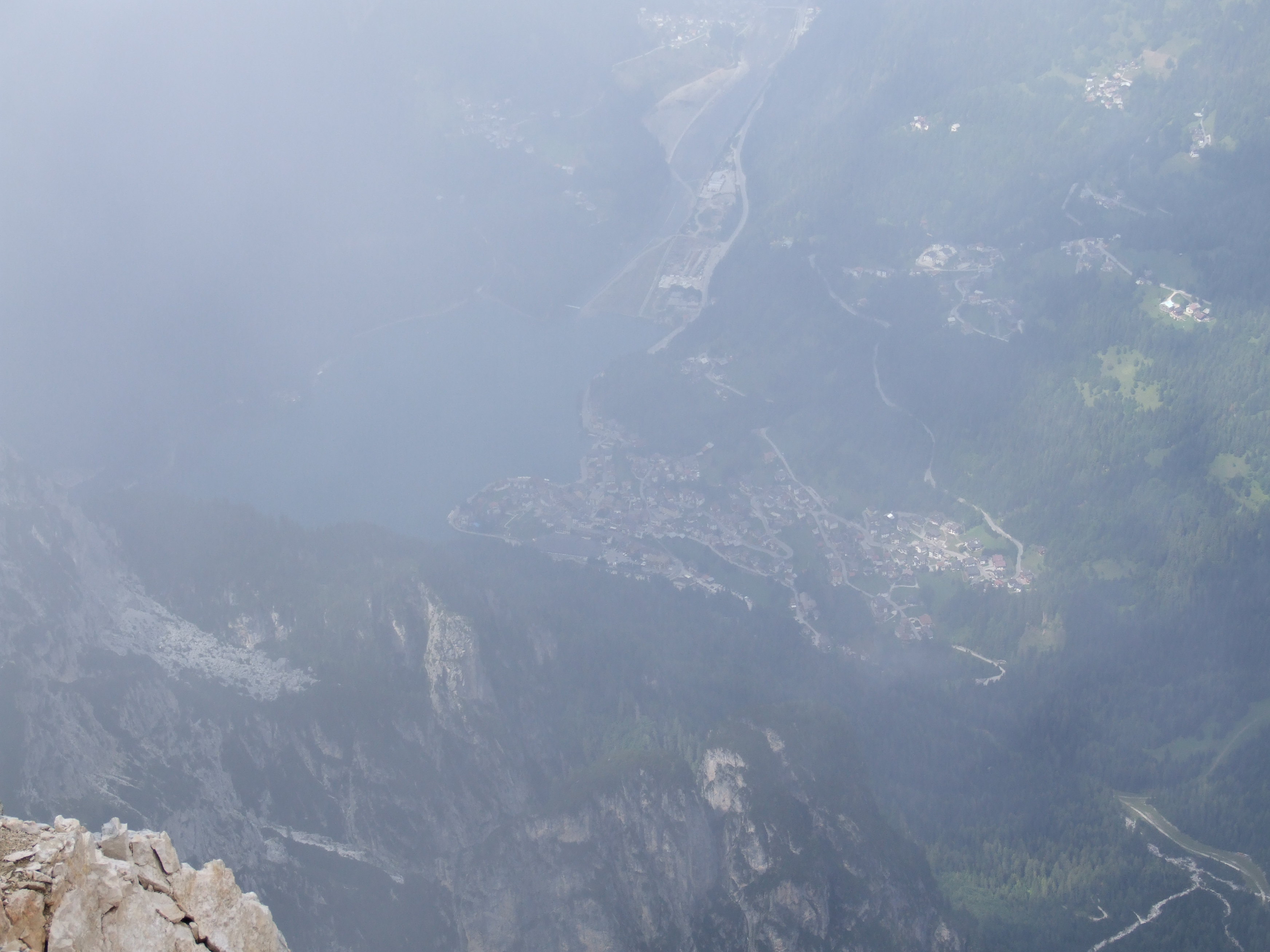
La città di Alleghe vista dalla cima del monte Civetta